# Mitchell Niemeyer
Mitchell Niemeyer (Amsterdam, 17 februari 1988) is een Nederlandse dj en producer.

## Biografie
Mitchell Niemeyer is opgegroeid in Amsterdam in de Jordaan en draaide onder andere op Tomorrowland, Mysteryland, Solar Festival en staat op bijna elke Dirty Dutch-line-up.
Niemeyer bracht zijn eerste single uit, een samenwerking met Jonathan Mendelsohn.
Naast zijn single is Mitchell Niemeyer in 2013 bezig met zijn nieuwe single, dit zal een samenwerking worden met Kelly Rowland. Naast Kelly Rowland heeft Mitchell Niemeyer ook in de studio gezeten met andere muzikanten zoals Estelle, Chris Willis en de Nervo Twins.
Naast de muziek van Mitchell is hij ook aangekondigd als officiële ambassadeur voor het Nederlands horlogemerk TW Steel.

## Discografie

### Singles
- Mitchell Niemeyer & Jonathan Mendelsohn - Hollywood (2013)

### Remixes
- Madcon ft. Kelly Rowland - One Life (Mitchell Niemeyer Remix) (2013)

### Clubtracks
- Mitchell Niemeyer - Debut (2011)
- Mitchell Niemeyer - Universal Rhythm (2011)
- Mitchell Niemeyer - Botox (2012)
- Delivio Reavon & Aaron Gill ft Mitchell Niemeyer - Rock Paper Scissors (2012)
- Mitchell Niemeyer - Starscream (2012)
- Mitchell Niemeyer - Radar (2012)